# Fusillade d'Örebro
La fusillade d'Örebro est une tuerie en milieu scolaire qui se produit le 4 février 2025 sur le campus Risbergska (en), un centre d’éducation pour adultes situé à Örebro, en Suède. Onze personnes sont tuées, dont l’auteur des faits, et douze blessées. Six personnes sont hospitalisées et les autorités signalent qu’il pourrait y avoir d’autres victimes.
Ulf Kristersson, le Premier ministre de Suède, déclare qu'il s'agit de « la pire tuerie de masse de l'histoire du pays ».

## Déroulement des faits
Les agents ont été appelés vers 12 h 33 heure locale. L’auteur et la police ont échangé des coups de feu, mais aucun policier n’a été blessé. Aftonbladet a rapporté qu’une arme automatique a été utilisée lors de la fusillade. L'auteur aurait caché ses armes dans un étui à guitare et aurait revêtu une tenue militaire dans les toilettes du centre de formation avant la fusillade. La fusillade a duré au moins une demi-heure selon des témoins.
Maria Pegado, une enseignante de l’école, a raconté avoir entendu les coups de feu et s’être échappée avec ses 15 élèves par le couloir. Ingela Bäck Gustafsson, la directrice de l’école, déjeunait lorsque les élèves sont arrivés en courant et ont dit à tout le monde d’évacuer. Elle et d’autres personnes se sont réfugiées dans la salle du personnel de Myrorna, un magasin de biens d’occasion situé à proximité. Lena Warenmark, une autre enseignante de l’école, a déclaré qu’il y avait moins d’élèves que d’habitude dans le bâtiment au moment de la fusillade, car beaucoup étaient rentrés chez eux après un examen national. Les élèves du centre et des écoles voisines sont restés confinés durant plusieurs heures avant d'être progressivement évacués.
Les autorités suédoises ont déclaré que le suspect avait agi seul et qu’il était mort dans la fusillade.

## Victimes
Les personnes assassinées étaient âgées de 28 à 68 ans et étaient toutes des habitantes du comté d’Örebro. Il s'agit de sept femmes et trois hommes. Plusieurs personnes de nationalités étrangères figurent parmi les victimes. Ainsi, on compte une Bosniaque et un Syrien dans les 10 victimes du meurtrier, ainsi que des personnes originaires d’Iran, d’Afghanistan, d’Érythrée et de Somalie.
Six personnes ont été blessées, dont cinq gravement. Toutes sont néanmoins dans un état stable.
Le centre où a eu lieu l'attaque accueille des adultes qui n'ont pas terminé leurs études ou qui souhaitent obtenir de meilleures notes pour accéder à l'enseignement supérieur.

## Auteur
L'auteur a agi seul. La police suédoise n'a communiqué que peu d'informations sur l'assaillant et n'a pas révélé son identité mais il se nommerait Rickard Andersson selon divers médias. Son identité est confirmée par les enquêteurs six jours après le drame.
Il s'agit d'un homme de 35 ans qui était inconnu des services de police. Sujet à des problèmes psychologiques, il vivait à l’écart de la société et avait peu de revenus. Il risquait de se voir retirer ses prestations de sécurité sociale.
Il avait été refusé à plusieurs reprises par l’armée. Il aurait été précédemment inscrit dans le centre où le massacre a eu lieu détenait légalement les fusils de chasse utilisés pour le massacre. 
Les enquêteurs ont écarté tout « motif idéologique » aux motivations du tireur sans pouvoir toutefois, à ce stade de l’enquête, établir de mobile. La question d’un éventuel motif raciste a suscité un débat dans la presse suédoise.

## Réactions
Le roi Charles XVI Gustave et la reine Silvia ont visité Örebro et ont déposé des fleurs près du lieu de la fusillade.
Les politiciens locaux et les dirigeants mondiaux, y compris le roi Frederik X de Danemark, la présidente de la Commission européenne Ursula von der Leyen et le Premier ministre de Norvège Jonas Gahr Støre, ont envoyé leurs condoléances,.
Le 6 février 2025, le Premier ministre Ulf Kristersson a invité les dirigeants de tous les partis politiques du Riksdag à assister à une réunion du cabinet, au cours de laquelle une minute de silence a été observée en mémoire des victimes.
Le 7 février 2025, le gouvernement suédois et les Démocrates suédois ont dévoilé leur projet d'adopter une réglementation plus stricte sur les armes à feu, notamment en limitant l'accès aux armes semi-automatiques telles que l' AR-15. Le 9 février suivant, le gouvernement suédois annonce qu'une minute de silence nationale serait observée à 12 heures le 11 février et que les drapeaux seraient mis en berne de 9 heures jusqu'à la fin de la minute de silence.